# Borgo Molara

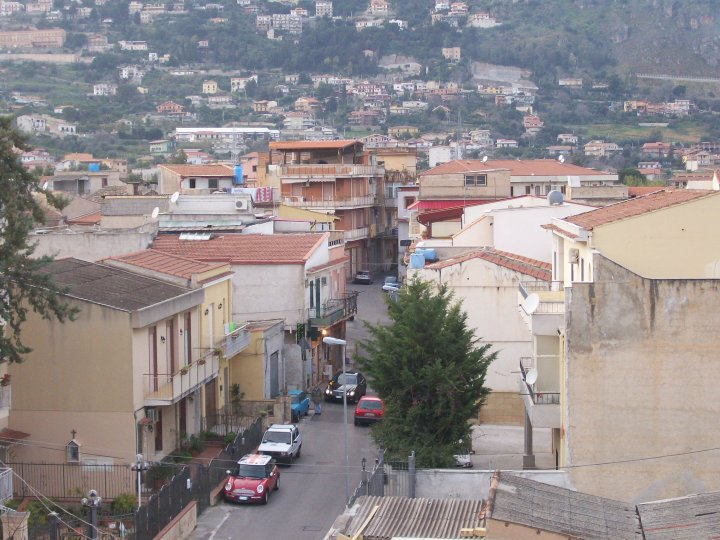
Scorcio di via Molara

Borgo Molara, o più comunemente la Molara, è una località del comune di Palermo. Si trova alle porte della città, nell'estesa area collinare fra Palermo e Monreale.
Il territorio era originariamente chiamato Pietra Molara per le numerose cave di pietra, dalle quali si estraeva il materiale per costruire le macine dei mulini. Successivamente Biagio De Spucches l'appellò Terra del Giglio, dallo stemma della sua famiglia. Nel 700, dai duchi de Spucches, furono costruite 3 cartiere nella zona e fu eretta una chiesa in piazza Molara, oggi parrocchia, dedicata a Maria Addolorata.
La zona non è stata vittima del sacco di Palermo, pertanto non sono presenti grandi palazzi ed edifici popolari. Tuttavia dagli anni '60 ad oggi il quartiere è stato vittima di abusivismo edilizio, con la costruzione di abitazioni di 2-3 piani, ville, villette a schiera e piccoli residence/condomini che oggi si affiancano alle più antiche abitazioni di borgata.
Il quartiere è connesso alla rete di trasporto pubblico tramite le linee bus AMAT 364 (Parcheggio Basile - Aquino) e 380 (Parcheggio Basile - Molara)